# 耶夫尔河畔默安站
耶夫尔河畔默安站，有时也可简称为"默安站"，是法国的一个铁路车站，位于法国谢尔省耶夫尔河畔默安市镇范围内。

## 位置
耶夫尔河畔默安站位于耶夫尔河畔默安的西南部，耶弗尔河的西侧，维耶尔宗－桑凯兹铁路216.343公里处。车站大致呈南北走向，开口朝东。

## 车站概况
耶夫尔河畔默安站是一个小型的火车站，站内设有售票窗口及自动售票机，同时设有一个小型的候车室。
耶夫尔河畔默安站没有地下通道或天桥，乘客需通过车站北侧的铁路平交道口横穿铁路正线前往上行方向的站台，因此该站存在一定的安全隐患。

## 站台设置
| 东↑ |      |               | 主站房 |
|     | 侧式 |               |        |
|     |      | 布尔日方向→   |        |
|     |      | ←维耶尔宗方向 |        |
|     | 侧式 |               |        |
| 西↓ |      |               |        |

## 停靠线路
以下列车线路在耶夫尔河畔默安站停靠：
| 耶夫尔河畔默安站列车线路表 |                         |          |          |                 |
| 线路                       | 车种                    | 上一站   | 下一站   | 大致运行频率    |
| 维耶尔宗—布尔日            | TER Centre-Val-de-Loire | 福埃西   | 马尔马涅 | 每天6趟左右     |
| 奥尔良—布尔日/讷韦尔       | TER Centre-Val-de-Loire | 维耶尔宗 | 布尔日   | 每天6趟左右     |
| 奥尔良→讷韦尔              | TER Centre-Val-de-Loire | 福埃希   | 马尔马涅 | 每天1趟（单向） |
| 1. 2.                      |                         |          |          |                 |

## 配套交通

### 大巴车
耶夫尔河畔默安站对应的大巴车上下车地点位于车站前的空地上。中央-卢瓦尔河谷大区城际客运（法語：Réseau de mobilité interurbaine）185号线路（维耶尔宗—布尔日）经过耶夫尔河畔默安市区内，需步行前往乘坐。此外，当铁路线施工或罢工时，SNCF可能也会提供途径该线路沿途站点的大巴车。

### 市内公交
耶夫尔河畔默安站附近暂无城市公共交通线路。

## 临近车站
| 耶夫尔河畔默安站（Gare de Mehun-sur-Yèvre） |                      |                    |
| 上行车站                                    | 线路                 | 下行车站           |
| 福埃西站 5.3km ←                            | 维耶尔宗－桑凯兹铁路 | 马尔马涅站 → 7.6km |